# Aeneolamia reducta
Aeneolamia reducta är en insektsart som först beskrevs av Victor Lallemand 1924.  Aeneolamia reducta ingår i släktet Aeneolamia och familjen spottstritar. Inga underarter finns listade i Catalogue of Life.